# Anaphalis cavei
Anaphalis cavei là một loài thực vật có hoa trong họ Cúc. Loài này được Chatterjee mô tả khoa học đầu tiên năm 1949.